# Wolfgang Weirer
Wolfgang Weirer (* 1963 in Graz) ist ein österreichischer römisch-katholischer Theologe und Lehrer.

## Leben
Weirer studierte römisch-katholische Theologie und Pädagogik. Von 1989 bis 1992 war Weirer Lehrer für Religionsunterricht an einem Gymnasium in Graz. Seit 2004 ist er Universitätsprofessor für Katechetik und Religionspädagogik an der Universität Graz. Weirer ist verheiratet und Vater von vier Kindern.
2023 folgte er Hans-Ferdinand Angel als Lehrstuhlinhaber am Lehrstuhl für Religionspädagogik an der Uni Graz nach.

## Forschungsschwerpunkte
Weirer ist seit 2009 verantwortlich für die Schriftleitung der österreichischen religionspädagogischen Fachzeitschrift „Österreichisches Religionspädagogisches Forum“, die er seit 2013 zu einer Open-Access-Zeitschrift mit einem Peer-Review-Verfahren weiterentwickelt hat.
Seit 2013 leitet er gemeinsam mit Josef Pichler das FWF-Projekt „Narratologische Exegese und subjektorientierte Bibeldidaktik“.

## Werke (Auswahl)
- Paechter, Manuela; Stock, Michaela; Schmölzer-Eibinger, Sabine; Slepcevic-Zach, Peter; Weirer, Wolfgang (Hrsg.): Handbuch Kompetenzorientierter Unterricht. Weinheim: Beltz 2012.
- Qualität und Qualitätsentwicklung theologischer Studiengänge Evaluierungsprozesse im Kontext kirchlicher und universitärer Anforderungen aus praktisch-theologischer Perspektive, LIT-Verlag Münster 2003, ISBN 3-8258-7267-X
- Theologie im Umbruch. Zwischen Ganzheit und Spezialisierung (gemeinschaftlich mit Reinhold Esterbauer) (= Theologie im kulturellen Dialog), Band 6, Graz-Wien-Köln 2000
- Aktuelle Chancen und Problemfelder der außerschulischen Kinderkatechese am Beispiel der Katholischen Jungschar Österreich. Eine empirische Untersuchung, 2 Bände, Graz 1993
- Den Glauben zur Sprache bringen. Neue Ansätze in der religiösen Erwachsenenbildung, Institut für Katechetik, Graz 1991